# チャウシマ

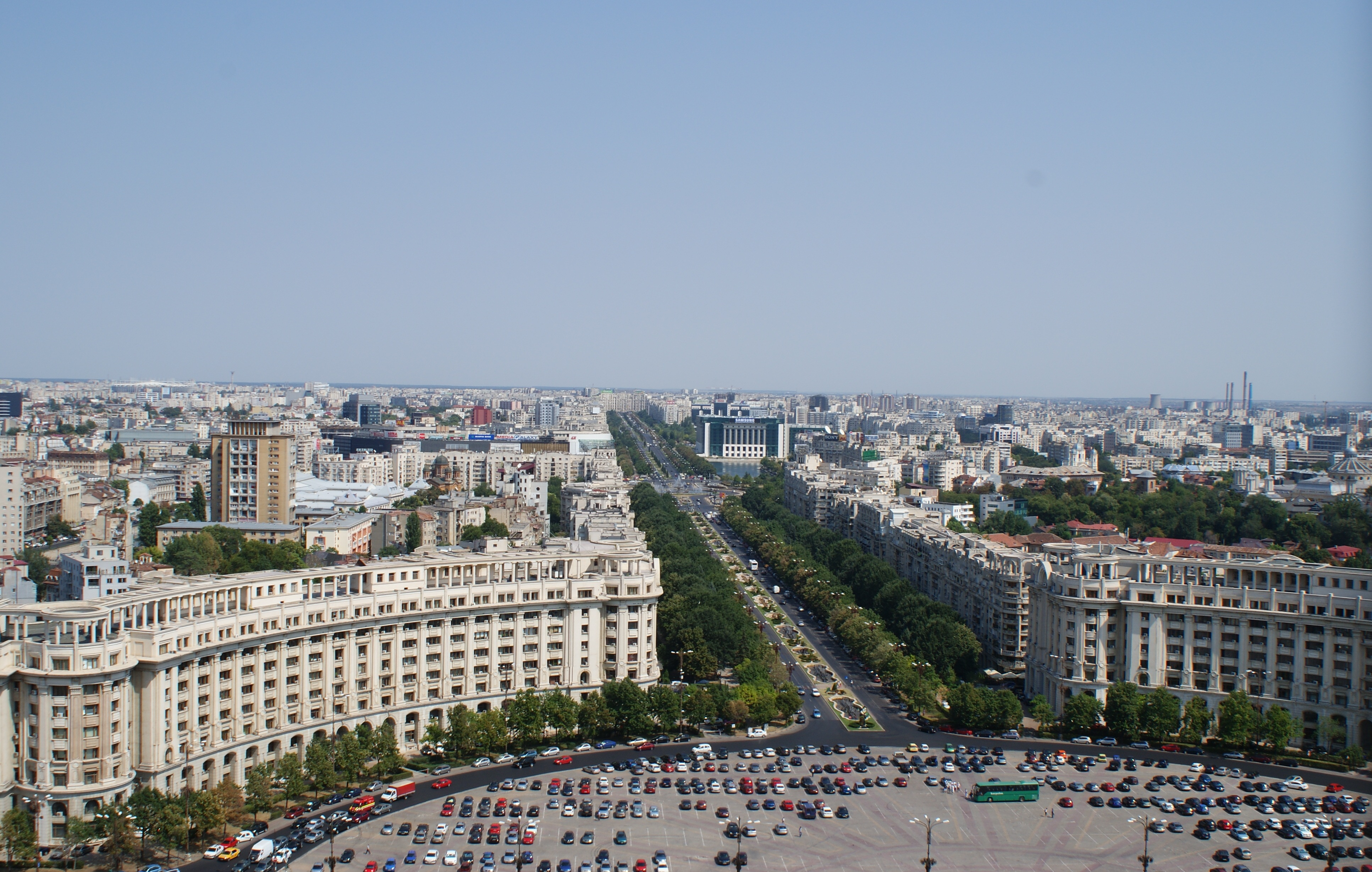
古い市街地を取り壊して造成された社会主義の勝利大通り（現在の統一大通り）

チャウシマ (ルーマニア語: Ceaushima, ルーマニア語発音: [t͡ʃe̯a.uˈʃima]) とは、チャウシェスク＋ヒロシマ(Ceaușescu＋Hiroshima)の合成で作られた言葉で元ルーマニア社会主義共和国指導者のニコラエ・チャウシェスクが行った政策を、原子爆弾が投下された広島になぞらえて皮肉った土語表現である。このかばん語は、チャウシェスクの在職した最後の数年間に解体を命じられたブカレストの巨大な市街地を指すものとして、1980年代につくられた。ブカレスト中心部の旧市街は、巨大なチェントルル・チヴィク地区や国民の館など、統一的な住居ブロックや政府の建物を建てる用地として取り壊された。
また、この単語は、トランシルヴァニアのコプシャ・ミカで発生した激しい汚染など、ブカレストの取り壊しとは関係のない、チャウシェスクの他の政策に対しても用いられることがある。

## 体系化政策

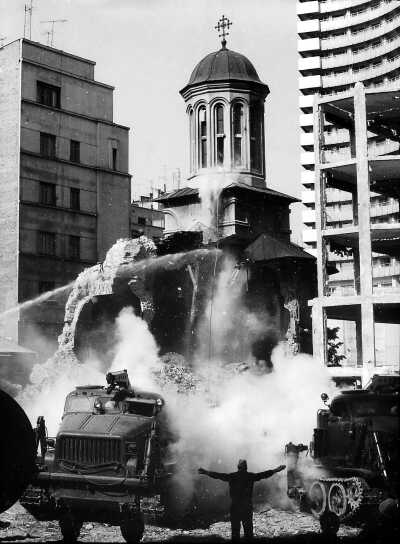
ブカレスト再開発のきっかけとなった1977年のヴランチャ地震で破壊されたエネイ教会

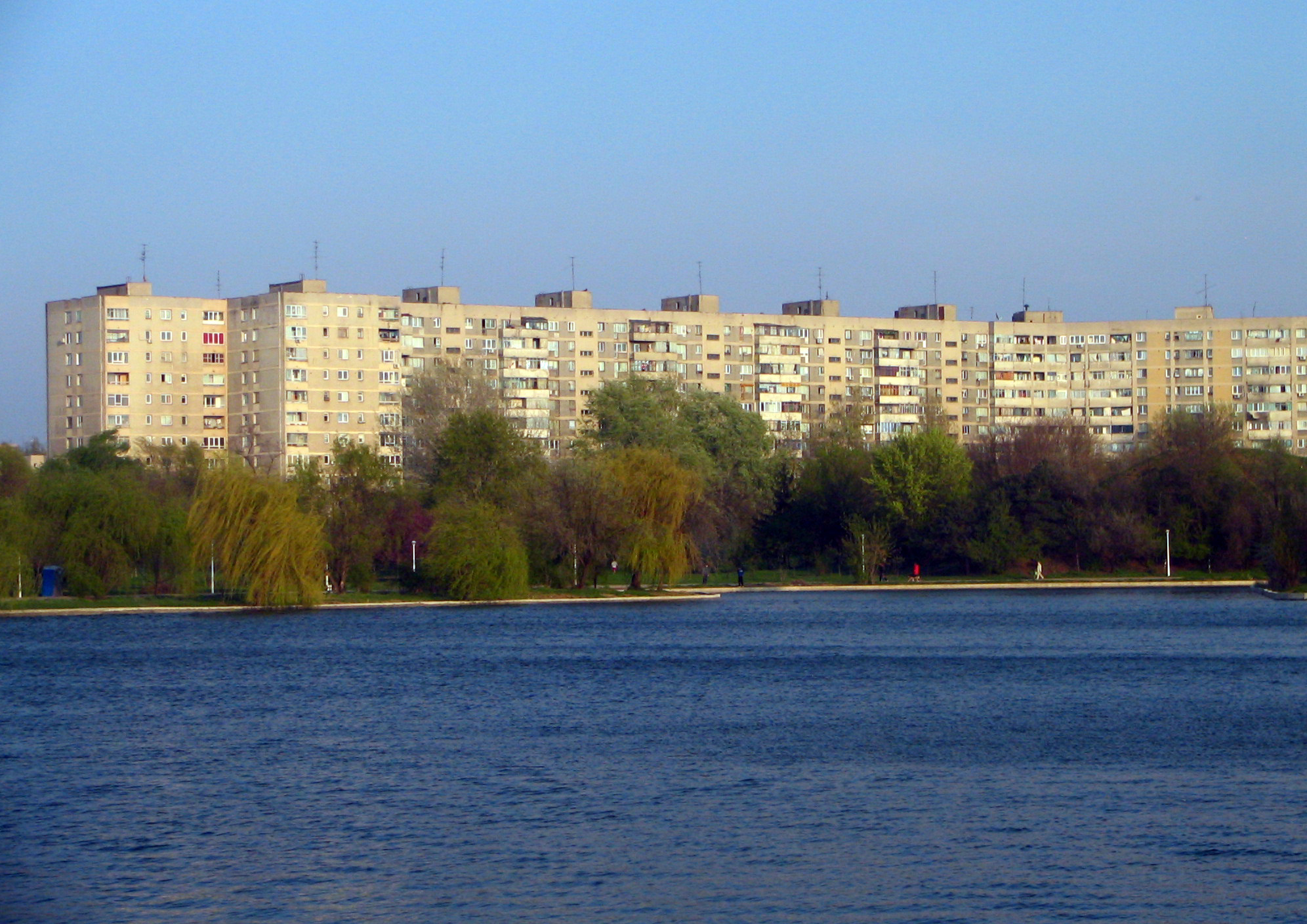
ティタン地区の住宅団地

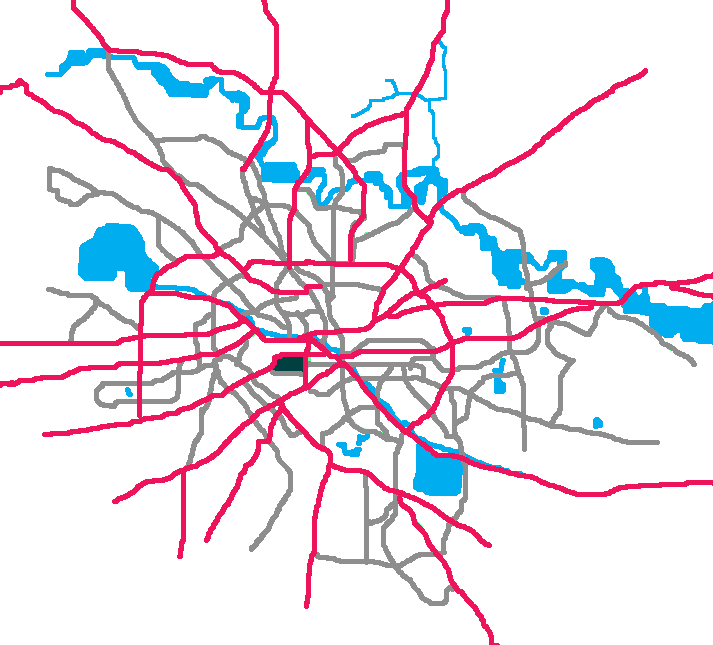
ブカレストにおける国民の館の位置

チャウシェスクは、ブカレストの歴史的な中心市街地を広範囲にわたって取り壊し、巨大なビルや高密度の統一的な団地に置き換えるには、体系化政策が必要だと考えた。これは、「多面的に発展した社会主義の社会を啓発する」というイデオロギーに基づいており、「新旧の戦い」（唯物史観）のレーニン主義を体現するものであった。
1974年から約6年間にわたって推し進められたこの政策は、取り壊し、移住、再建という国家規模のキャンペーンを代表するものであった。歴史家のディヌ・C・ジュレスクは、次のように書いている。
共産主義政権によって実施された都市の体系化では、29の古い町が85〜90％も破壊され、ブカレストのような37の都市でも大規模な取り壊しが行われた。
体系化政策の最大のターゲットはブカレストであった。
ブカレストで体系化政策が行われるきっかけとなった出来事は、1977年に発生したヴランチャ地震である。1940年11月10日の別の大地震も経験していた第二次世界大戦以前の建物は、この地震によって多くが崩壊したが、共産主義時代に建てられたものは無事であった。この事実は、戦前の政権に比べて共産主義政権が優位である証拠として解釈され、以降の都市開発に関する方針を変えることにつながった。それまで政府の事業は、フロレアスカ、オワトゥといったスラム街の一掃・再開発（1950年代）や、ブクレシュティ・ノイ（1950年代）、バルタ・アルバ（後のティタン）、ベルチェニ、ジュルジュルイ、ドルム・タベレイ（1960年代）など郊外における高密度住宅団地の建設に集中しており、市内は基本的に手つかずの状態であった。しかし、中心市街地をはじめとして地震の被害が深刻であったことから、ブカレストの歴史地区での事業に関しても、思想、技術の両面で検討が行われるようになった。
この新しい政策が始まると、すぐさまエネイ教会（1611年設立、1723年再建、ゲオルゲ・タッタレスクの描いた壁画があった）やネオ・ゴシック建築のカーサ・チェルケズ、壮麗なバイア・チェントララ公衆浴場など歴史的な建造物の取り壊しが行われ、国家遺産機関の抑圧がなされた。なかでも積極的に取り組まれたのが、自身の権力を集中、象徴する、チェントルル・チヴィク（市民センター）地区の建設というチャウシェスクのビジョンを完遂させるものであった。
ブカレストの中心部に新たな市民センターを建設するという決定は1978年になされたが、広範囲に及ぶ事業が実際に開始されるまでには6年の歳月がかかった。この間もブカレストの歴史地区における事業は進み、歴史のあるモシロル通りを統一的なコンクリート造住宅で再建するなどの開発が行われたが、これらは既存の都市構造を尊重するものであった。事業開始までに長期間を要したのは、専門家の大部分がこの計画に反対を表明したからである。計画実現のため、チャウシェスクは約400人もの都市計画専門家を集めた。1980年代の間、彼は少なくとも週に1回彼らのもとを訪れ、大規模なブカレストの模型の前で、報道されるところのいわゆる「有益な指示」を送っていた。
チャウシェスクは、計画に反対していた権威ある建築家、美術史家、知識人の意見をおさめることに成功したが、これ以来計画の全体像は公表されなくなった。代わりに、国民の館の建設など、大きなプロジェクトが段階的に行われるようになった。巨大な国民の館に人々の視線を向けるため、「社会主義の勝利」大通り（現在の統一大通り）が建設された。この大規模な事業は、金日成体制下の平壌やアドルフ・ヒトラー体制下の世界首都ゲルマニアと比べられることが多い。
ブカレストでの大規模な取り壊しは、1983年に始まり、1988年後半まで続いた。特に最初の1年間の取り壊しのペースはすさまじく、開始翌年の1984年1月には跡地で国民の館の建設に取りかかることができるほどであった。
事業が正式に終了した後も、チャウシェスクは現場の状況に対して頻繁に修正を加え、追加で取り壊しが行われることもあった。

## 対象地区
取り壊しが行われた場所は、いくつかの地区にまたがっており、そのなかには建築や歴史の観点から特に重要なものもあった。計画や施工は試行錯誤が続いたため、取り壊しは恣意的に行われることもよくあった。しかし、西から東に行われたという点では一貫しており、例えば西部のウラヌス地区やその東隣のバカレシュティ地区では約92％が取り壊されたが、さらに東に位置するドゥデシュティ、テオドール・スペランティアといった地区では、大通りに沿った部分が対象になったのみであった。

### ウラヌス地区

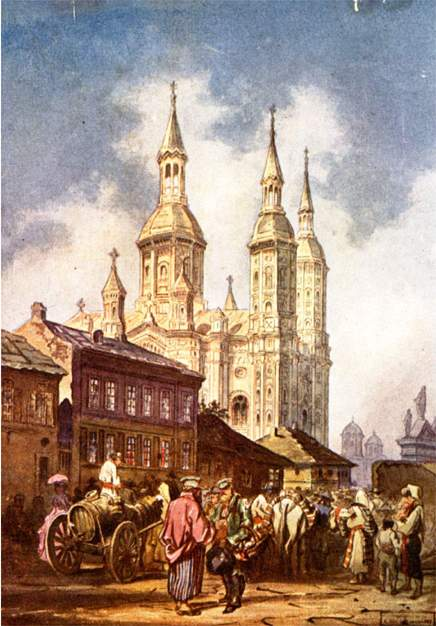
1860年の旧聖スピリドン教会。現在存在するのは新しい聖スピリドン教会で、古いものは取り壊された

ウラヌス地区は、ブカレスト市内でも標高が高いという地理的特性を持っていたことから、真っ先に取り壊しが行われることになった。ここには国民の館が建設され、それ以前に存在したスピリイの丘と呼ばれる地域は徹底的につくりなおされた。また、ウラヌス地区にはミハイ・ヴォダの丘という小さい丘もあった。
取り壊しの対称となった地域は、北はドゥンボヴィツァ川（スプライウ・インデペンデンツェイ）、東はハズデウ通りやイズヴォル通り、南はサビネロル通りやラホヴェイ通りまで広範囲に及ぶ。この領域は、南北の直線距離は1,200mほど、全体の面積はおよそ154ヘクタールもあった。これには、バテリーロル通りやロゴファトゥル・ネストル通りなど繁華街も含まれる。
ウラヌス地区は、独特の雰囲気で知られており、住宅地区であると同時に歴史的な建物が並ぶ地区でもあった。多くの壮麗な家屋や、19世紀後半から20世紀初頭にかけて建てられた低密度の住宅団地が、歴史的、建築的に重要な建物と共存していた。1589年から1591年にかけてワラキアの君主、ミハイ勇敢公が設立し、要塞としても機能したミハイ・ヴォダ修道院は、1866年より国立の書庫となっていたが、取り壊された。また、国民の館を建てるためミハイ・ヴォダの丘全体は一掃され、ミハイ・ヴォダ教会は新しい場所に移転して、跡地にはコンクリートの団地が建ち並んでいる。
事業により撤去されたウラヌス地区の建造物は、ほかにも中央軍事博物館、旧武器庫、アール・デコ調の共和国スタジアム（1926年）、陸軍劇場、カーサ・デメトリアーデ、オペラ劇場、体育高等教育機関、選手用病院、ラホヴァリー噴水、イズヴォルの野外浴場などがある。さらに、1568年にドアムナ・カプレアより贈られたアルバ・ポスタバリ教会、医師のスピリドン・クリストフィが1765年に設立したスピレア・ヴェーチェ教会、ギルドが1794年に設立したイズヴォラル・タマドゥイリー教会、1668年造の旧聖スピリドン教会も撤去された。
教会の解体は、ルーマニア正教会指導者の承認のもとで行われた。例えば、1989年に、二フォン司教は西側の報道記者の質問に対して、破壊された教会は歴史的重要性が低く、ほかの教会との距離も近すぎたと主張した。
教会を移転させ、もともと持っていた建築学的、文化的な文脈から切り離して、狭い地域に集めることは、「チャウシマ」のもう1つの目的でもあった。聖イリー・ラホヴァ教会（1745年）、修道女教会（1726年）、コンスタンティン・ブルンコヴェアヌの娘によって1751年に設立されたドムニタ・バラサ教会、18世紀の聖イオアン・ノウ教会、アンティム修道院（1713〜1715年）などが移転の対象となった。都市の再建によって、地区全体は大通りによって周囲から切り離されることになった。ドゥンボヴィツァ川の南にある、イズヴォル橋と統一大通りに挟まれたアンティム修道院までの地域は、コンクリート製の統一的な団地によって大きな三角形状に囲われている。

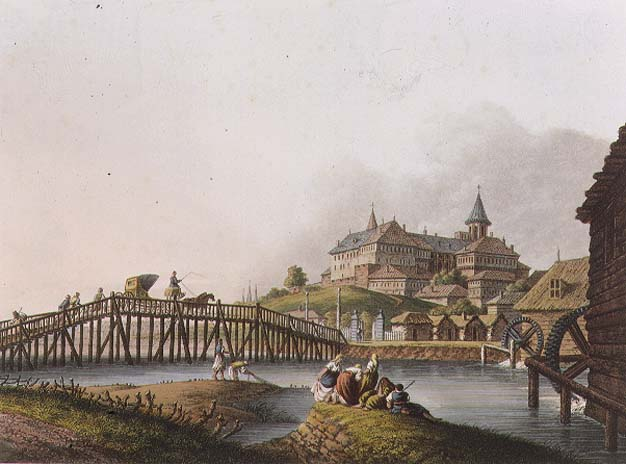
1837年のスピリイの丘
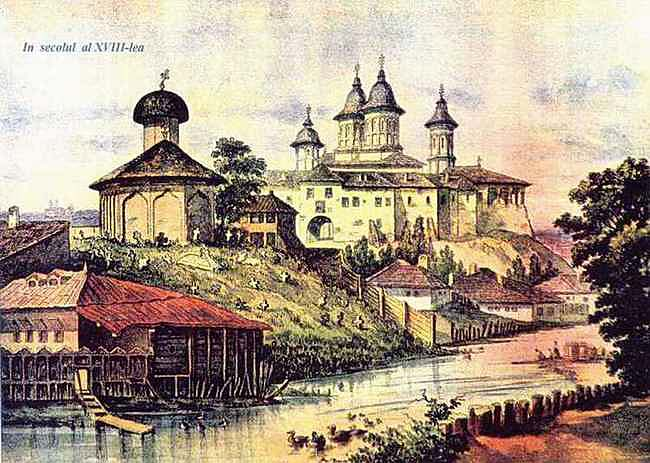
ミハイ・ヴォダ修道院
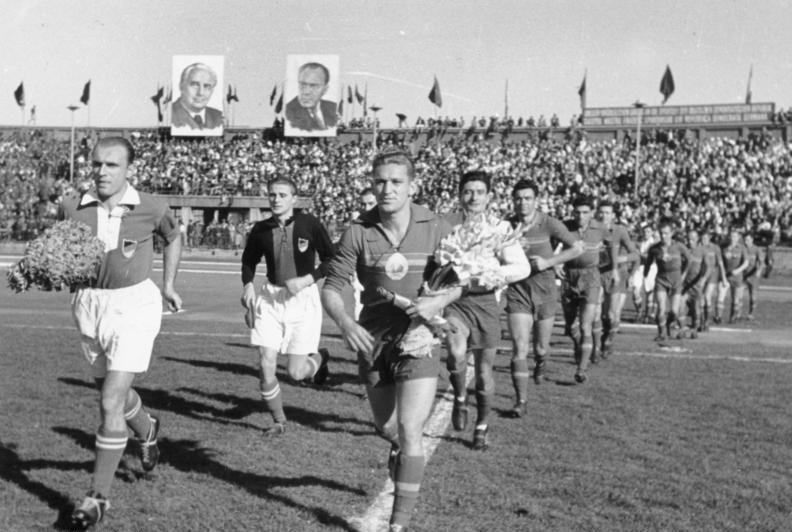
共和国スタジアム
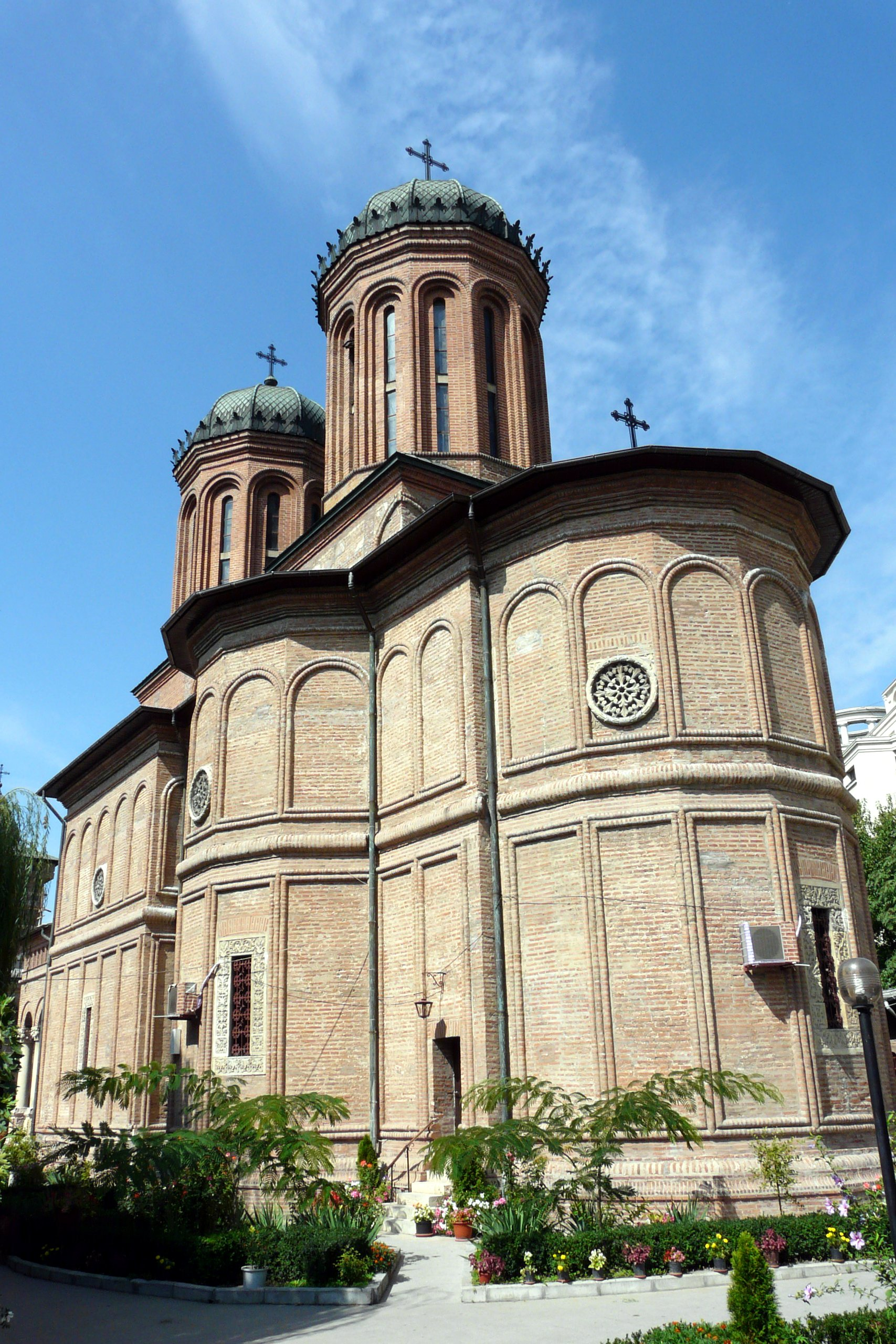
アンティム修道院

### 統一広場

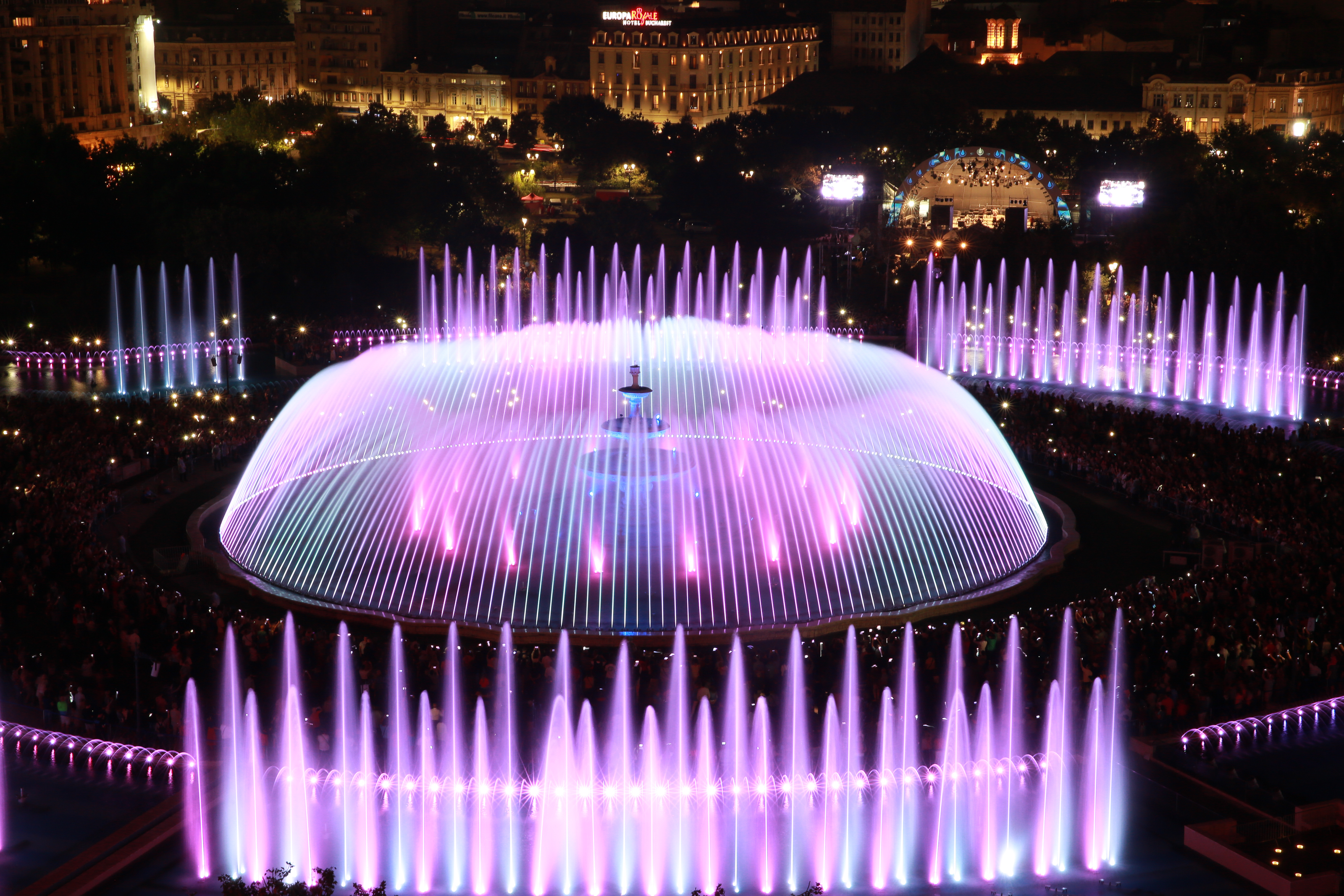
統一広場

巨大な社会主義の勝利大通りを建設するため、ウラヌス地区に隣接する地域も追加で取り壊しの対象となった。また、統一広場は2倍の大きさに拡張された。この事業に伴い、ギュスターヴ・エッフェルが設計したアール・ヌーヴォー調の鉄製の構造物である統一ホールや、ブルンコヴェアヌ病院が取り壊された。ブルンコヴェアヌ病院は、慈善家のサフタ・ブルンコヴェアヌが設立したブルンコヴェアヌ財団が運営していたもので、建築学的な価値があったほか、ルーマニアで最も古く、最も大きく設備の整った病院として知られていた。

### バカレシュティ地区

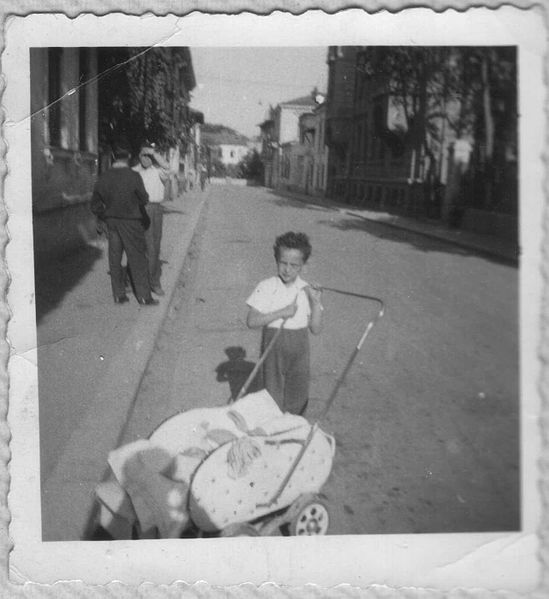
バカレシュティ通りとオルテニ通りを結ぶハイドゥクル・ブジュル通り（1959年）

統一広場の東に位置するバカレシュティ地区は、ブカレスト旧市街の一地区である。取り壊された地域は、北端をカララシ通り、西端および南端をドゥンボヴィツァ川、東端をミルチャ・ボダ、バカレシュティ通りとする区域で、文化的、歴史的な通りに沿って、18世紀から19世紀に建てられた大型の建物（宿や店舗）や20世紀初頭の比較的新しいビルが入り交じる場所であった。この区域全体の面積は、およそ66ヘクタールに及ぶ。
バカレシュティ地区では、聖ヴィネリ・ヘラスカ教会（1645年）、オルテニ教会（1696年）、旧警察庁舎、小児科病院、ミナ・ミノヴィチ科学捜査機関、アレクサンドル・ヨアン・クザ大学、第4地区裁判所、旧区役所といった著名な建築物のほか、19世紀中頃から建てられたUU形の商業ビルに入った数多くの宿や店舗、特徴的な建物も多く取り壊された。ウラヌス地区と違い、移転などで取り壊しを免れた建物は非常に少なかった。数少ない移転した建物としては、マムラリ通りにある2つのシナゴーグ、イウリウ・バラスク通りにあるウドリカニ教会や国立ユダヤ劇場（旧バラセウム劇場）がある。

### ドゥデシティ地区
ドゥデシティ地区は、バカレシュティ地区の東側に位置する。1980年代より以前、この地区の境界は、北端がマテイ・バサラブ通りとラビリント通り、東端がポパ・ナン通りとテオドール・スペランタ通り、南端がモルジ・ボイエボド通りとパパゾグル通り、西端がオルテニ通りとミルチャ・ボダ通りであった。また、地区内には、ドゥデシティ通りとアブラム・ゴルトファーデン通りの幹線道路が走っていた。
地区の中央部は、社会主義の勝利大通りを建設するために、完全に取り壊されたが、その北部や南部に関しては、それほど大きな取り壊しが行われることはなかった。この地区の建物は、19世紀の後半から20世紀のはじめにかけて建てられたものが多く、古い並木道に沿って建ち並んでいた。地区の北部には、新古典主義の装飾が施された中間層の住宅が多くみられるのに対し、南部は下位中産階級が多く、より質素な住宅がほとんどを占めている。また、ドゥデシティ地区とバカレシュティ地区は歴史的にユダヤ人が多く住む地区として知られた。この地区での取り壊しは、およそ110ヘクタールに及んだ。

### テオドール・スペランティア地区
テオドール・スペランティア地区は、戦間期に建設された住宅が多く、中間層と低層の住居が混在している。ドゥデシティ地区と同様、取り壊されたのは一部にとどまった。この地区で取り壊された面積は約50ヘクタールである。

## 「チャウシマ」の結果

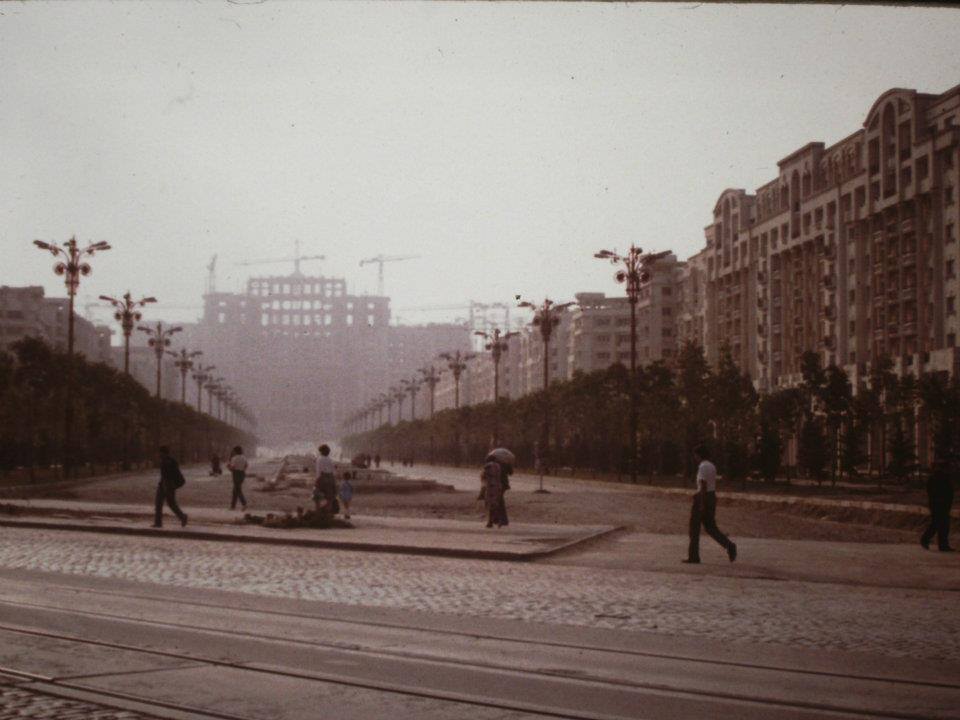
社会主義の勝利大通りとその奥で建設が進む国民の館（1986年）

チャウシマの一連の事業によって完全に取り壊された地域の面積は約380ヘクタールに及んだ。実際には、部分的に取り壊されたシュティルベイ・ボダ通りなどで、建物が孤立したり、追加で取り壊されたりする事例もあり、影響はさらに大きかった。また、バカレシュティやパンテリモンには、それぞれ1722年と1750年から続く巨大な修道院群が存在し、取り壊しによってこれらも失われることとなった。ほかに、取り壊しにあったルーマニア正教会は27（移転した8つの教会を含む）、シナゴーグやユダヤ寺院は6、プロテスタント教会は3つである。事業が行われた地区は、全体で長さ約5km、幅1kmにもなる。これは、戦争などを除く平時において、人間の手によって破壊された市街地としては記録上最大である。第二次世界大戦ではブカレストで空襲があり、1977年には大地震を経験したが、これらによって破壊された地域を合わせても、1980年代の再建計画で取り壊された市街地の18％ほどにすぎない。また、チャウシマに関係するとされる500ヘクタールのうち、半分の250ヘクタールは歴史的に価値のある地区であり、これはブカレスト歴史地区の20〜25％に相当する。